# Haderonia iomelas
Haderonia iomelas är en fjärilsart som beskrevs av Max Wilhelm Karl Draudt 1950. Haderonia iomelas ingår i släktet Haderonia och familjen nattflyn. Inga underarter finns listade i Catalogue of Life.